# 島津安久
島津 安久（しまづ やすひさ）は、戦国時代の武将。

## 系譜
島津奥州家9代当主・島津忠国の五男である島津忠経 。の孫。

## 生涯
薩摩国島津氏の分家・薩州家4代当主である島津忠興の配下にあり、永正14年（1517年）に吉田城主の吉田位清が謀反を起こし、島津奥州家13代当主・島津忠隆から攻められた際には、山門院に向け落ちようとする位清を阿久根野田境の松原にて待ち伏せ討ち取っている。
大永6年（1526年）、帖佐地頭・辺川忠直に謀反の風聞ありとして島津忠良が討伐の意を示すと、薩州家5代当主である島津実久からの命を受け、加勢として300余騎を率い帖佐城に派遣された。
同年12月に島津忠良が攻め寄せた際、惣禅寺口より出撃し、高尾付近にて戦うこと7、8度に及んだが、岩本寿斉に討ち取られた。享年37。
実久に従い、忠良に反抗したため、「本藩人物誌」においては「国賊伝」に略歴が記されている。

## 子孫
子・島津忠友の系統が後に迫水氏を名乗り、子孫には迫水久常がいる。また、同じく子の久張は吉満氏を称する。